# Belgique aux Jeux mondiaux de 2009
Cet article contient des informations sur la participation et les résultats de la Belgique aux Jeux mondiaux de 2009 à Kaohsiung à Taïwan.

## Médailles

### Or
| Sport              | Discipline            | Sportifs        |
| Médailles d'or : 2 |                       |                 |
| Ski nautique       | Ski classique féminin | Kate Adriaensen |

### Argent
| Sport                  | Discipline           | Sportifs                                   |
| Médailles d'argent : 4 |                      |                                            |
| Boules                 | Pétanque-Double      | Fabrice Uytterhoeven William van der Biest |
| Karaté                 | Kumite -75 kg Hommes | Diego Vandeschrick                         |

### Bronze
| Sport                   | Discipline | Sportifs                  |
| Médailles de bronze : 1 |            |                           |
| Ju-jitsu                | Double     | Wendy Driesen Yazid Dalaa |